# Реальный договор
Реальный договор — гражданско-правовой договор, для признания которого заключаемым требуется передача вещи, денежных сумм или другого имущества. Реальный договор вступает в силу с момента передачи объекта. Реальными являются, в частности:
- договор займа[1];
- договор аренды транспортного средства;
- договор хранения (в некоторых случаях может выступать как консенсуальный).